# Tolamossen
Tolamossen är ett naturreservat i Eskilstuna kommun i Södermanlands län. Området ligger cirka 6 kilometer väster om centrala Eskilstuna. Området ingår i Natura 2000. Tolamossen gränsar i sydöst mot naturreservatet Skiren-Kvicken. Det är ett flackt området med äldre barrskog och mycket inslag av mossa.

## Naturreservatet
Området inrättades i juni 2007. Naturreservatet ligger cirka en mil väster om Eskilstuna tätort. Infart sker söderifrån från Borsökna eller norrifrån från Ekeby.
Syftet med reservatet är att vårda det stora området med opåverkad barrskog (främst tall) och skogbevuxen myr. Då skogen funnits här under en lång tid finns även död ved som gynnar arter i området, bland annat orkidén Knärot. I reservatet är även tanken att friluftsliv ska kunna bedrivas.
Tallar som är mellan 110 och 130 år gamla samt granar mellan 40 och 100 år finns i Tolamossen. Även enstaka äldre lövträd finns här. En mängd död ved finns här och mycket av det är täckt av en matta av mossa. Insatser för att skapa död ved görs i naturreservatet. En del av marken har tidigare använts för bete och torvbrytning har förekommit och spår finns av en tidigare järnväg i anslutning till torvindustrin.
Skägglavar finns rikligt i området. Bland arter i området kan i övrigt nämnas den rödlistade skorpgelélaven samt skinnlav och grynig filtlav. Bland fåglarna finns tretåig hackspett och nötkråka.

## Bilder

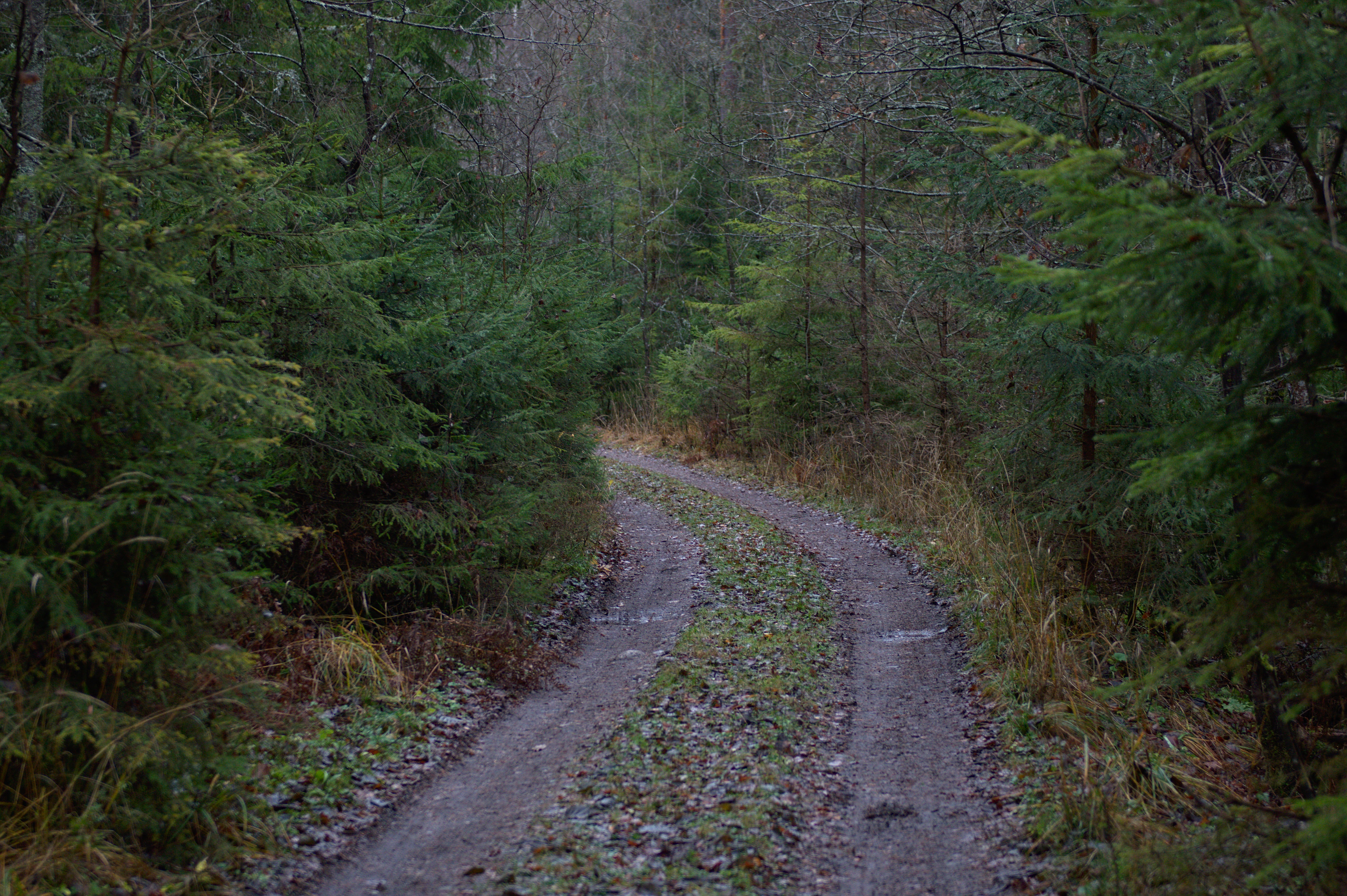
Bruksväg som går genom området.
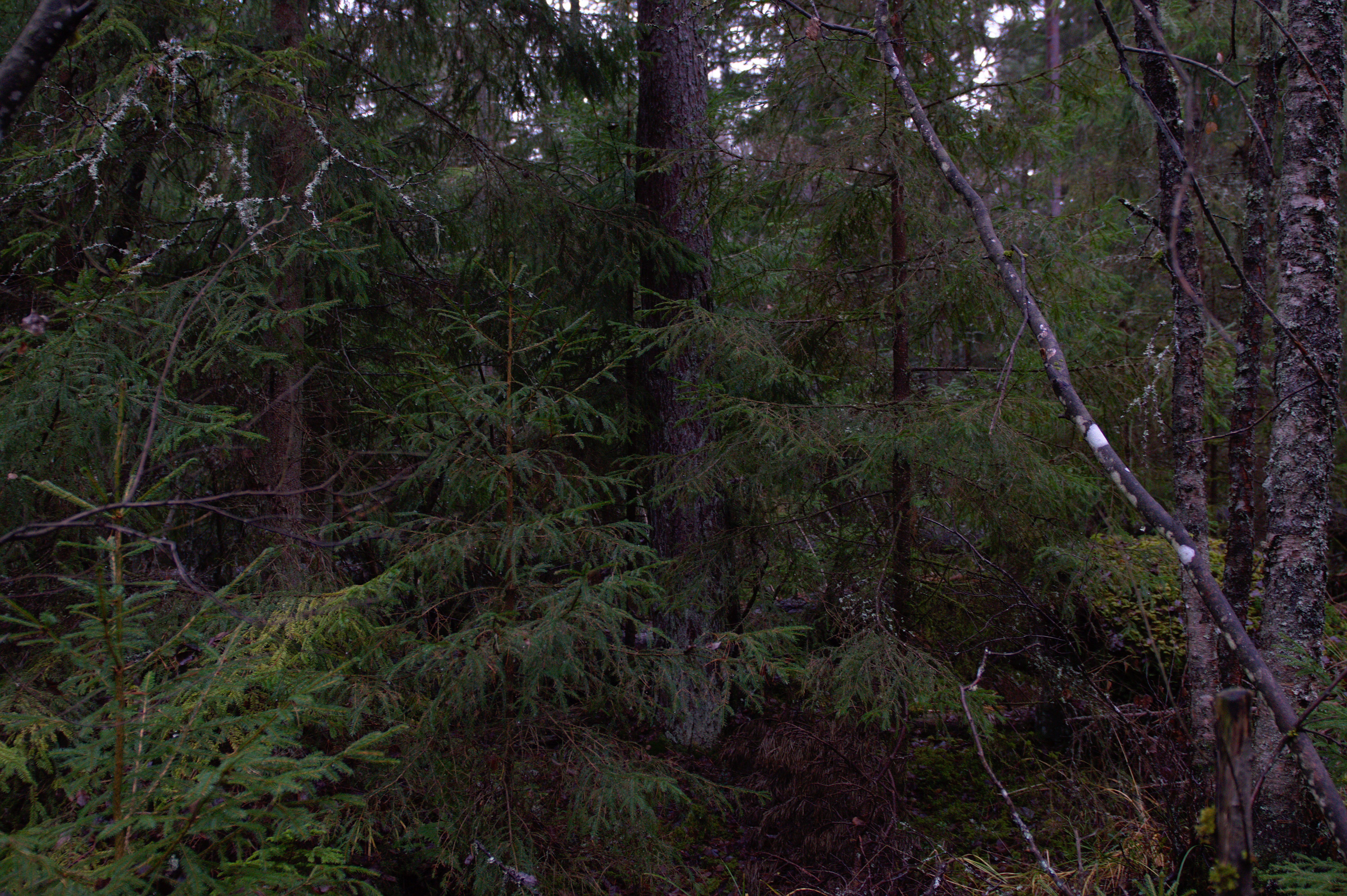
Den täta barrskogen dominerar naturreservatet.
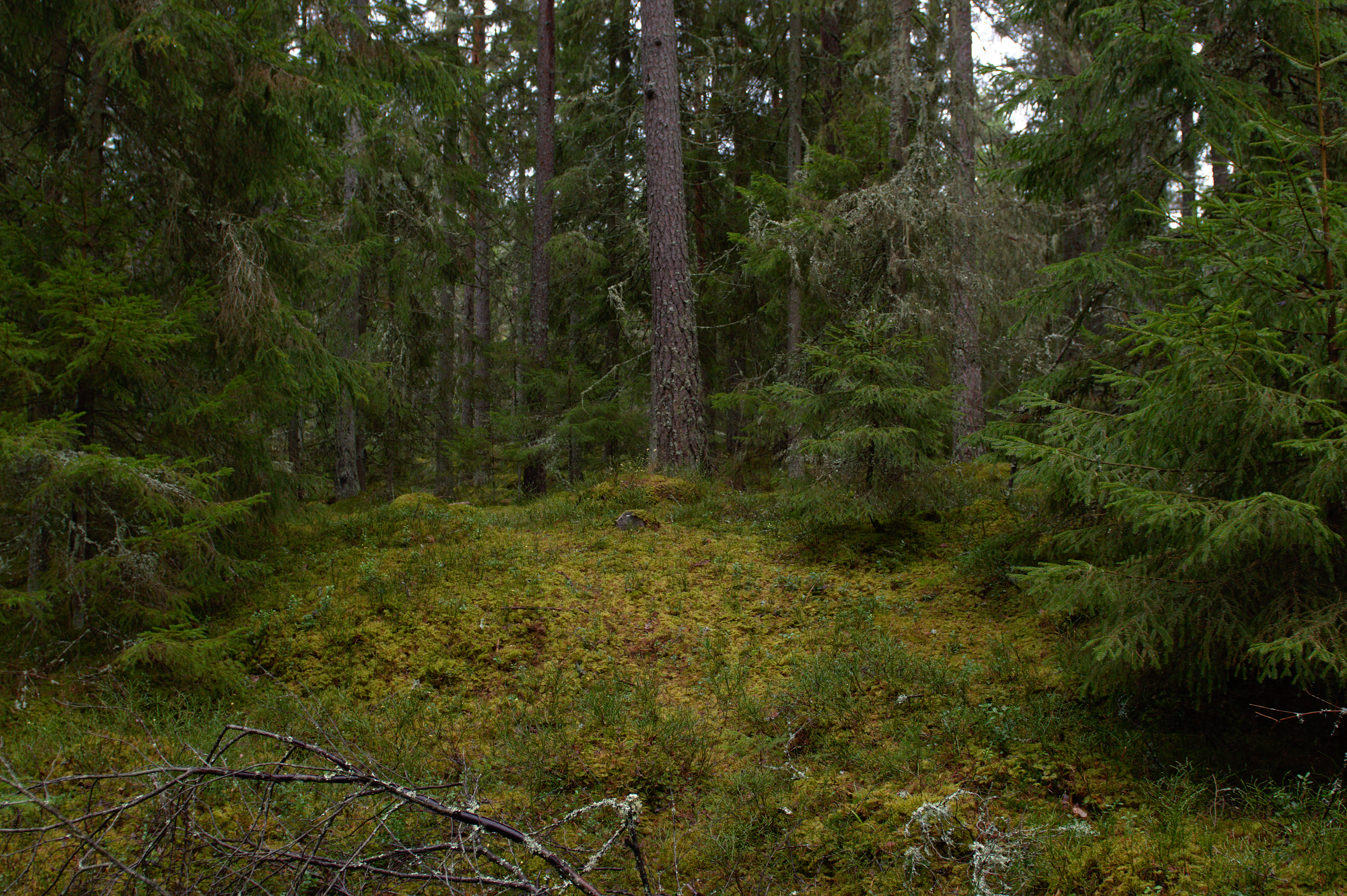
Mossbeväxt området med barrskog.